# 3,7-cm-Ballonabwehrkanone
Die 3,7-cm-Ballonabwehrkanone war das erste Flugabwehrgeschütz, damals noch als Ballonkanone bezeichnet, welches 1870 speziell für den Einsatz gegen Luftschiffe entwickelt und vom Deutschen Kaiserreich eingesetzt wurde.

## Entwicklung
Während des Deutsch-Französischen Krieges in den Jahren 1870/1871 gelang es der deutschen Armee bis nach Paris vorzudringen und die Stadt zu belagern. Daraufhin ließen die Franzosen regelmäßig Ballons zum Transport von Personen und Nachrichten in das noch freie Frankreich aufsteigen. Um dies zu verhindern, begann die Friedrich Krupp AG mit der Entwicklung an einem Geschütz, um diese Ballons abzuschießen. Daraus entstand die 3,7-cm-Ballonabwehrkanone.

## Technische Beschreibung
Das Geschützrohr dieser Ballonkanone 1,96 m lang. Zusammen mit dem Kolbenverschluss kam man auf eine Länge von 2,37 m. Das Geschützrohr wurde auf einer Pivotlafette aufgestellt und konnte damit um 360 Winkelgrad gedreht werden. Die Pivotlafette stand auf einer 100 × 58,2 cm breiten Bodenplatte, welche mit dem Wagen verschraubt war.
Die 3,7-cm-Ballonabwehrkanone stand auf einem speziellen, zweiachsigen Kutschenwagen, bei dem alle Wände entfernt wurden. Lediglich am hinteren Ende gab es zwei Sitzplätze für einen Teil der Bedienmannschaft.

## Einsatz
Die Erfolge dieser ersten Ballonkanonen waren mäßig. Als einzigen großen Erfolg konnte der Abschuss des Ballons Le Daguerre am 12. November 1870 und die Gefangennahme der Besatzung verbucht werden.

## Verbleib

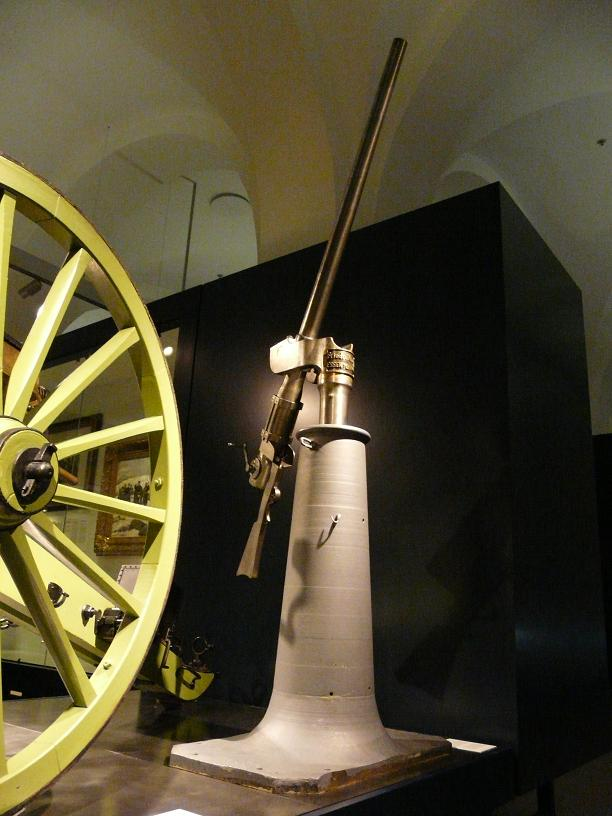
3,7-cm-Ballonkanone im Militärhistorischen Museum der Bundeswehr

Heute kann man im Militärhistorischen Museum der Bundeswehr in Dresden und im Bayerischen Armeemuseum in Ingolstadt je eine der Ballonkanonen betrachten.